# 하재훈 (1984년)
하재훈 (河在勳, 1984년 10월 3일 ~ )은 대한민국의 축구선수이다.

## 선수 경력
하재훈은 2007년에 내셔널리그의 창원시청 축구단에 입단하면서 선수 경력을 시작하였다. 2009년에 최순호 감독에게 발탁되어 강원 FC로 이적하였고, 강용과 함께 팀 내에서 레프트백 포지션을 맡았다. 2011년 다시 창원시청 축구단으로 이적하였으며, 2013년 화성 FC로 이적하였다.

## 클럽 통계
2009년 11월 1일 기준
| 클럽     | 클럽            | 클럽       | 리그 | 리그 | 컵            | 컵            | 리그컵 | 리그컵 | 총계 | 총계 |
| 시즌     | 클럽            | 리그       | 출장 | 득점 | 출장          | 득점          | 출장   | 득점   | 출장 | 득점 |
| 대한민국 | 대한민국        | 대한민국   | 리그 | 리그 | 대한민국 FA컵 | 대한민국 FA컵 | 리그컵 | 리그컵 | 합계 | 합계 |
| -------- | --------------- | ---------- | ---- | ---- | ------------- | ------------- | ------ | ------ | ---- | ---- |
| 2007     | 창원시청 축구단 | 내셔널리그 | 20   | 0    | 1             | 0             | -      | -      | 21   | 0    |
| 2008     | 창원시청 축구단 | 내셔널리그 | 24   | 0    | 2             | 0             | -      | -      | 26   | 0    |
| 2009     | 강원 FC         | K-리그     | 16   | 0    | 1             | 0             | 2      | 0      | 19   | 0    |
| 총 계    | 총 계           | 총 계      | 60   | 0    | 4             | 0             | 2      | 0      | 66   | 0    |

## 수상

### 팀
동국대학교
- 전국추계대학축구연맹전 준우승 1회 (2005)

### 개인
- 전국추계대학축구연맹전 우수선수상 (2005)